# ナギサマリンライフ
『ナギサマリンライフ』は、あまおうによる日本の漫画作品。『月刊キスカ』（竹書房）にて、2019年5月号から2021年8月号まで連載された。

## あらすじ
海底ダイバーを目指し学校に通うナギサは、学年で唯一の新人ダイバーとしてデビューすることになる。優秀で頼り甲斐のある先輩、ハルカとバディを組み、海底を調査するために海深くへ潜ると、そこには初めて見る海底遺跡が広がっていた。

## 登場人物
ナギサ
本作の主人公。勉強は苦手だったが、抜群の潜水能力でダイバーデビューを果たす。
ハルカ
優秀で頼り甲斐のあるハルカの先輩。バディを組んで新人ダイバーを支える。秘密で遺跡クジラを手なずけていることをナギサに教えてくれる。
モリヤ
ダイバーたちの仕事を管理するエントリーターミナルの所長。

## 書誌情報
- あまおう『ナギサマリンライフ』 竹書房〈バンブーコミックス〉、全3巻
  1. 2020年2月28日発売[2][3]、ISBN 978-4-8019-6879-0
  2. 2021年9月9日発売[4]、ISBN 978-4-8019-7424-1
  3. 2021年9月9日発売[5]、ISBN 978-4-8019-7425-8